# Coda (file system)
Coda è un clustered file system distribuito sviluppato presso l'Università di Carnegie Mellon dal 1987 sotto la direzione di Mahadev Satyanarayanan. Esso è basato su una vecchia versione di AFS.
Tra le sue più importanti proprietà si ricordano:
- Operazioni disconnesse: permette di decentralizzare il carico di lavoro dal server ai client.
- Client-side Caching: le performance vengono migliorate riducendo lo scambio di dati con il server.
- Replicazione: immagazzina e manipola gli stessi dati su più server per migliorare l'affidabilità e la scalabilità.
- Sicurezza: usa un sistema di sicurezza che può operare anche con il supporto del protocollo di rete Kerberos.
- Garanzia di operabilità anche in caso di parziali mancanze del supporto di rete.
- Supporto nativo per il kernel Linux 2.6.